# Omaloplia ruricola
Omaloplia ruricola es un coleóptero de la subfamilia Melolonthinae.

## Distribución geográfica
Habita en Europa.